# Carnate
Carnate (lombardul: Carnaa) település Olaszországban, Lombardia régióban, Monza e Brianza megyében. Lakosainak száma 7676 fő (2023. január 1.). Carnate Bernareggio, Lomagna, Osnago, Ronco Briantino, Usmate Velate és Vimercate községekkel határos.

## Népesség
A település népességének változása:
| Lakosok száma | 7422 | 7278 | 7327 | 7676 |
|               | 2013 | 2017 | 2018 | 2023 |